# Game Changer
Game Changer oder Painting for Saints ist ein Gemälde des britischen Streetart-Künstlers Banksy aus dem Jahr 2020. Es wurde Anfang Mai 2020 im Foyer des Southampton General Hospital – der größten Klinik des National Health Service in der südenglischen Stadt Southampton – aufgehängt und zeigt einen knienden Jungen im Spiel mit einer Puppe in Krankenschwestergestalt, die als neue Superheldin der COVID-19-Pandemie seine fortgeworfenen Comicfiguren ersetzt hat. Die weibliche Puppenfigur trägt Krankenschwestertracht und darauf ein Rotes Kreuz auf ihrer Brust und nimmt mit einer vorausgestrecken Hand die Flugpose von Superman ein. Die zwei Puppen im Papierkorb sind an ihren Kostümen als Batman und Spiderman erkennbar.
Das Gemälde wurde im März 2021 für 16,8 Millionen britische Pfund (etwa 19,5 Millionen Euro) versteigert und ist damit das bis dahin teuerste Werk Banksys.

## Beschreibung
Das 91 × 91 cm große Ölgemälde auf Leinwand zeigt einen mit T-Shirt und Latzhose bekleideten Jungen, der mit einer Puppe in Gestalt einer Krankenschwester mit Mund-Nasen-Schutz spielt. Neben dem Jungen steht ein Papierkorb, in dem sich zwei weitere, fortgeworfene Puppen befinden, die den Comicfiguren Batman und Spider-Man nachempfunden sind. Die Haltung des Jungen sowie das Cape und die Körperhaltung der Puppe machen deutlich, dass die Krankenschwester nun im Spiel die Rolle der Superheldin eingenommen hat. Das Bild trägt unten rechts die Signatur BANKSY.

## Entstehung und Einordnung
Das Gemälde wurde von Banksy in Absprache mit der Leitung der Einrichtung in einem Foyer nahe der Notaufnahme des Southampton General Hospital im südenglischen Southampton aufgehängt. Bei dem Gemälde befand sich eine Notiz Banksys: „Thanks for all you’re doing. I hope this brightens the place up a bit, even if its only black and white“ (deutsch: „Danke für alles was ihr leistet. Ich hoffe, dass es den Ort ein wenig aufhellt, auch wenn es nur schwarz und weiß ist“). Banksy bestätigte die Urheberschaft auf seinem Instagram-Konto.
Obgleich es sich bei dem Gemälde nicht um eines der bekannten Schablonengraffiti Banksys handelt, ist durch die Gestaltung – insbesondere das rote Kreuz auf der Schürze der Krankenschwester als einzigem farbigen Bildelement – der Bezug zu früheren Arbeiten Banksys offensichtlich.
Der Titel Game Changer – als Zusammensetzung der Wörter Game (deutsch: Spiel) und Changer (deutsch: Veränderer) – ist kaum in das Deutsche zu übersetzen. Der Begriff bezeichnet im Englischen eine Person, eine Körperschaft oder ein Ereignis, das die Verhältnisse grundlegend ändert, oder etwas Althergebrachtes auf völlig neue Art umsetzt. Insofern seien SARS-CoV-2 und COVID-19 Game Changer, welche die Menschheit in vielerlei Hinsicht vor neue Herausforderungen stellen. In Banksys Gemälde wird der Begriff zusätzlich abgewandelt und mit neuen Bedeutungen versehen: Der Junge – der seine Superhelden-Figuren zugunsten der Krankenschwester fortwirft – ist im Wortsinn ein Game Changer und auch die Krankenschwester ist als solche in Banksys neuem Sinn zu begreifen. Banksy weist dieser in seiner Darstellung die Rolle der Superheldin zu, die sich in der Tradition fiktiver Comicfiguren mit übermenschlicher Leistung gegen eine Katastrophe stemmt.
Im Southampton General Hospital – einer Universitätsklinik – wurden zahlreiche SARS-CoV-2-Patienten behandelt. Eine Kliniksprecherin bezeichnete das Gemälde als eine starke Motivation für Mitarbeiter und Patienten. Es blieb bis Herbst 2020 dort und wurde am 23. März 2021 vom Londoner Auktionshaus Christie’s für 16.758.000 britische Pfund (einschließlich Aufgeld, umgerechnet etwa 19,5 Millionen Euro) versteigert. Der Schätzpreis wurde von Christie’s zuvor mit 2,5 bis 3,5 Millionen Pfund (etwa 2,9 bis 4 Millionen Euro) angegeben. Abzüglich Gebühren soll der Erlös nun der Universitätsklinik in Southampton im Süden Englands und anderen Organisationen des englischen Gesundheitsdienstes NHS zugutekommen.